# Vitus Ashaba
Vitus Ashaba (ur. 21 kwietnia 1943, zm. w 1985) – ugandyjski lekkoatleta, średniodystansowiec, uczestnik Letnich Igrzysk Olimpijskich 1972.
Podczas igrzysk wystartował w biegu na 1500 metrów oraz w biegu na 3000 metrów z przeszkodami. 
W eliminacjach biegu na 1500 metrów, zajął 8. miejsce w swoim wyścigu (uzyskał czas 3:45,2), co nie dało mu awansu do kolejnej fazy rozgrywek. 
Następnie wystąpił w eliminacjach biegu na 3000 metrów z przeszkodami. Startował w pierwszym biegu eliminacyjnym, w którym zajął 10. miejsce (8:45,0 - jego rekord życiowy). Nie dało mu to awansu do finału.

## Rekordy życiowe
| Dystans                    | Wynik (s) | Data |
| -------------------------- | --------- | ---- |
| 1500 metrów                | 3:45.15   | 1972 |
| 3000 metrów z przeszkodami | 8:45.0    | 1972 |